# Lerista allanae
Lerista allanae là một loài thằn lằn trong họ Scincidae. Loài này được Longman mô tả khoa học đầu tiên năm 1937.